# Nová Ves u Leštiny
Nová Ves u Leštiny (německy Neudorf) je obec v okrese Havlíčkův Brod v Kraji Vysočina. Žije zde 118 obyvatel.
K obci náleží osada Kamenná Lhota.

## Historie
První písemná zmínka o obci pochází z roku 1391.

## Obyvatelstvo
| Rok            | 1869 | 1880 | 1890 | 1900 | 1910 | 1921 | 1930 | 1950 | 1961 | 1970 | 1980 | 1991 | 2001 | 2011 | 2021 |
| -------------- | ---- | ---- | ---- | ---- | ---- | ---- | ---- | ---- | ---- | ---- | ---- | ---- | ---- | ---- | ---- |
| Počet obyvatel | 326  | 295  | 274  | 237  | 224  | 258  | 208  | 168  | 178  | 141  | 129  | 102  | 105  | 102  | 114  |
| Počet domů     | 42   | 44   | 45   | 42   | 38   | 38   | 39   | 39   | 40   | 36   | 34   | 40   | 42   | 43   | 41   |

## Obecní správa a politika
V letech 2006–2010 působila jako starostka Marie Rychnovská, od roku 2010 tuto funkci zastává Michal Dlouhý.

## Galerie

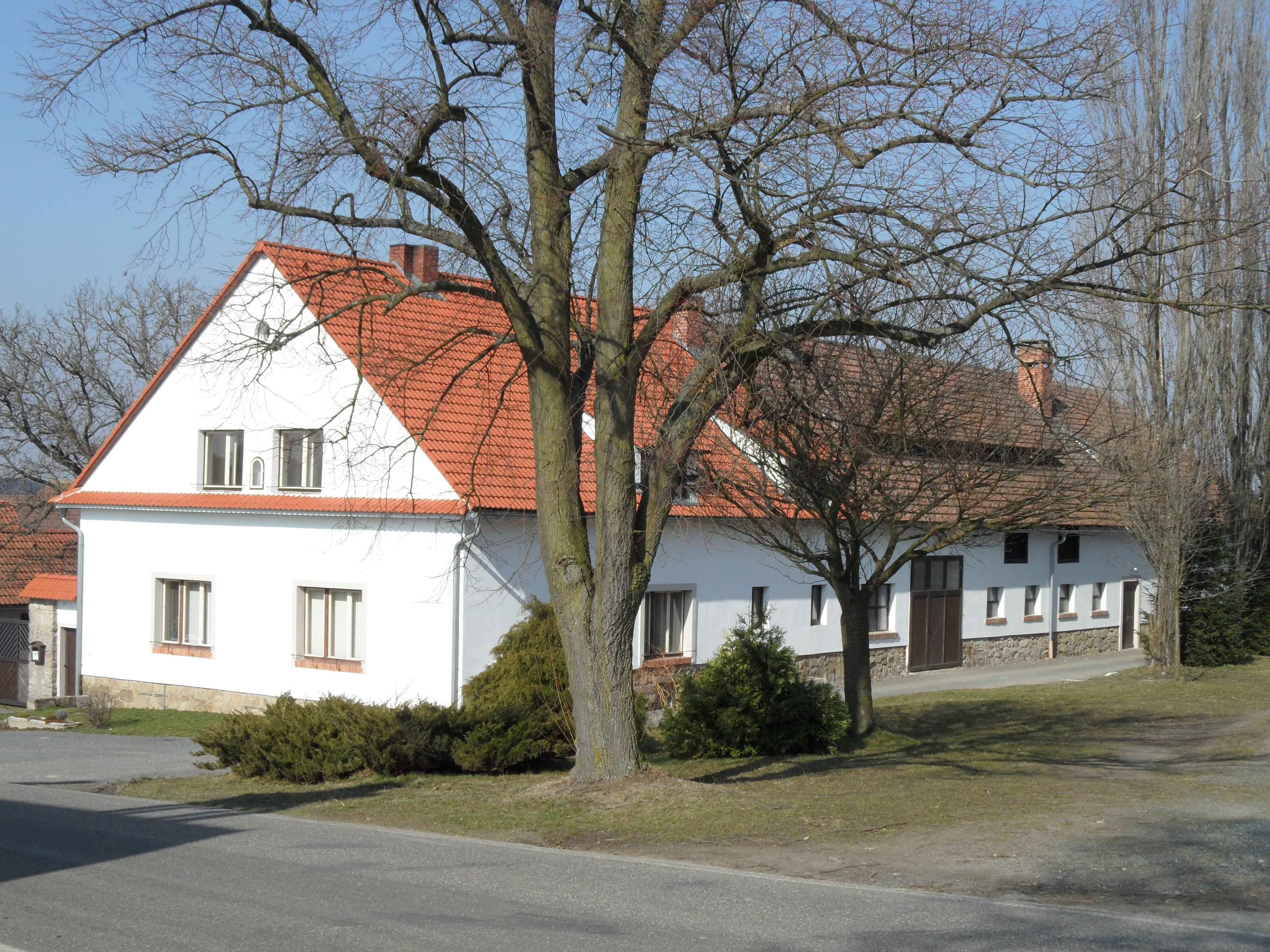
Dům s výklenkem
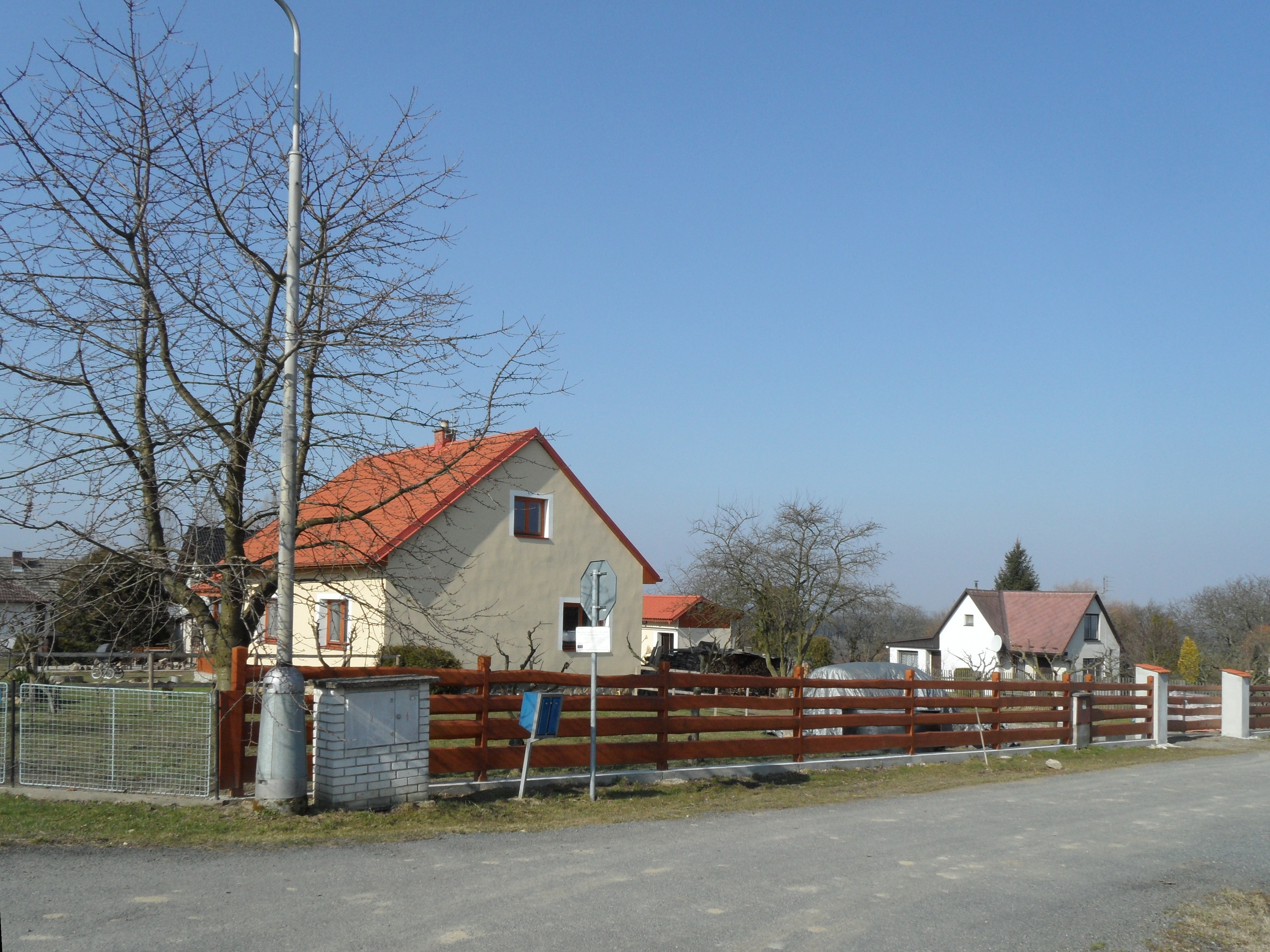
Rodinné domy
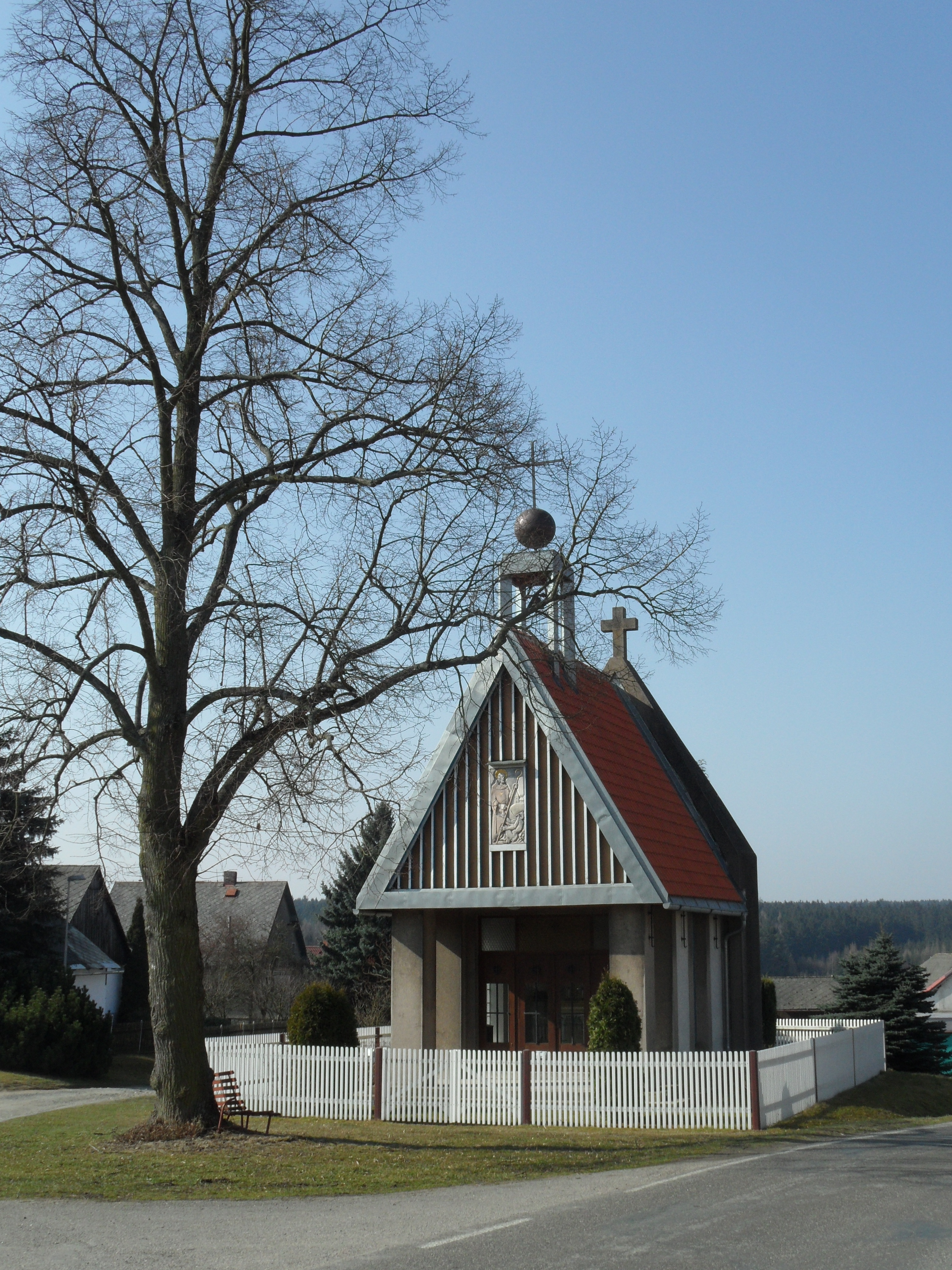
Kostel
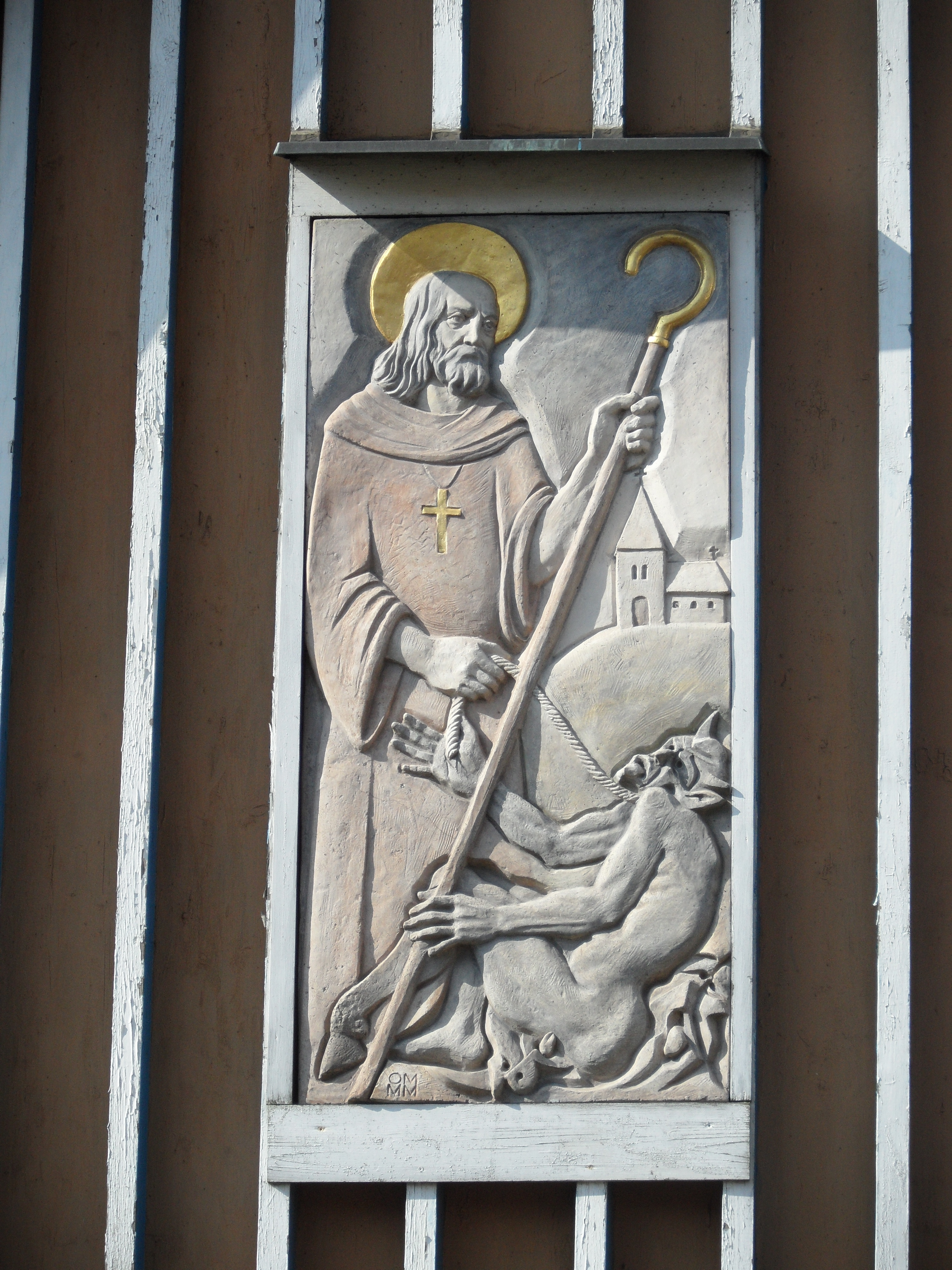
Detail reliéfu na kostele
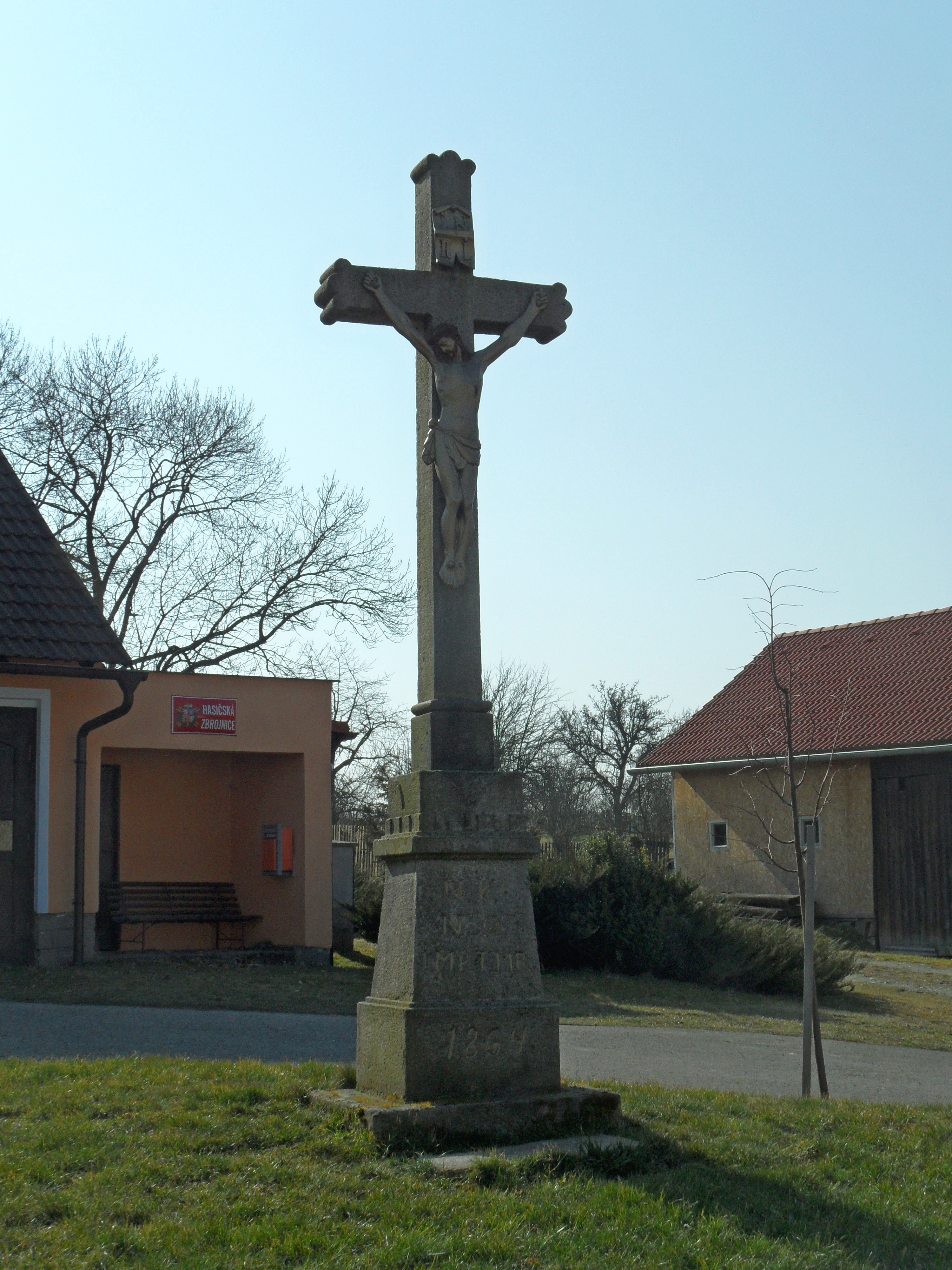
Křížek